# Filmografia de Madonna
A filmografia de Madonna, cantora, atriz e empresária estadunidense, consiste em 29 longas-metragens, onze curtas-metragens, três peças teatrais, dez aparições em séries de televisão e 16 comerciais televisivos. Em 1979, estreou como atriz no filme A Certain Sacrifice, comercialmente lançado em 1985, coincidindo com o sucesso de seu segundo álbum de estúdio, Like a Virgin. No mesmo ano, fez uma participação especial em Vision Quest e co-estrelou, ao lado de Rosanna Arquette, o sucesso comercial e crítico Desperately Seeking Susan. Logo depois, Madonna protagonizou o filme de aventura Shanghai Surprise (1986), ao lado de seu então marido, Sean Penn. A película não recebeu críticas favoráveis, e Madonna ganhou seu primeiro Framboesa de Ouro de Pior Atriz. Seus projetos seguintes, Who's That Girl (1987) e Bloodhounds of Broadway (1989), também não foram bem recebidos pela crítica quanto pelo público. Na mesma década, fez o seu primeiro comercial televisivo para a Mitsubishi no Japão e atuou nas peças Goose and Tom-Tom (1986) e Speed-the-Plow (1988). O comercial que Madonna gravou em 1989 para Pepsi, que apresentava "Like a Prayer" como tema, gerou controvérsia e levou ao cancelamento do contrato com a artista após o lançamento do videoclipe da canção.
Em 1990, Madonna interpretou Breathless Mahoney em Dick Tracy, dirigido por Warren Beatty, e recebeu uma nomeação ao Prêmio Saturno de Melhor Atriz. No ano seguinte, foi lançado Madonna: Truth or Dare, um documentário sobre os bastidores da Blond Ambition World Tour, que na época tornou-se o filme-concerto de maior bilheteira da história. Naquele ano, atuou em Shadows and Fog, de Woody Allen, e foi elogiada por sua atuação em A League of Their Own (1992), sobre um time da liga feminina de beisebol, fundada durante a Segunda Guerra Mundial. Body of Evidence e Dangerous Game, ambos de 1993, foram criticados por serem violentos e sexualmente explícitos, recebendo avaliações negativas e tendo baixo desempenho nas bilheteiras. Seguidamente, Madonna fez participações especiais e personagens secundários em filmes, como Blue in the Face (1995), Four Rooms (1995) e Girl 6 (1996). Em 1996, interpretou Eva Perón na adaptação cinematográfica do musical Evita, de Andrew Lloyd Webber e Tim Rice. Sua atuação foi aclamada, e a artista angariou um Globo de Ouro de Melhor Atriz em Filme Musical ou Comédia.
Seu desempenho em The Next Best Thing (2000), dirigido por John Schlesinger, foi criticado, rendendo-lhe mais um Framboesa de Ouro de Pior Atriz. Em 2001, Madonna junto ao seu então segundo marido, Guy Ritchie, trabalharam no curta-metragem The Hire: Star, onde interpretou uma "diva arrogante". Ambos colaboraram juntamente em Swept Away (2002), refilmagem do filme italiano Travolti da un insolito destino nell'azzurro mare d'agosto (1974). No entanto, o projeto também foi um fracasso de crítica e bilheteria, recebendo cinco Framboesas de Ouro em 2003, incluindo o de de Pior Atriz para Madonna. Ainda em 2002, integrou-se ao elenco da peça teatral Up for Grabs em Londres, e fez uma participação especial no filme Die Another Day, no qual também interpretou a canção tema. Um ano depois, participou do episódio "Dolls and Dolls", da quinta temporada de Will & Grace e, em 2006, dublou a Princesa Selénia no filme de animação Arthur et les Minimoys, de Luc Besson. Em 2008, fez sua estreia na direção com Filth and Wisdom e produziu, escreveu e narrou o documentário I Am Because We Are, que recebeu a estatueta de Melhor Documentário no VH1 Do Something! Award. W.E., filme lançado em 2011 sobre o infame caso amoroso entre o rei Eduardo VIII do Reino Unido e Wallis Simpson, foi seu segundo trabalho como diretora. Entretanto, a obra foi avaliada negativamente pela crítica. Em 2013, Madonna co-dirigiu com o fotógrafo Steven Klein o curta-metragem secretprojectrevolution, abordando censura e direitos civis.
Madonna também trabalhou em curtas-metragens sobre os bastidores de seu livro Sex (1992) e das digressões Confessions Tour (2006), Sticky & Sweet Tour (2008) e The MDNA Tour (2012). Entre 1985 e 2013, participou de vários segmentos do programa Saturday Night Live e, de 2003 a 2005, trabalhou como produtora executiva de telefilmes e séries, como Alyx, Agent Cody Banks, Agent Cody Banks 2: Destination London, 30 Days Until I'm Famous e o documentário I'm Going to Tell You a Secret. Sua carreira como atriz no cinema foi amplamente criticada, rendendo-lhe nove Framboesas de Ouro, incluindo o título de Pior Atriz do Século em 2000. Stephanie Zacharek, da revista Time, notou que, como atriz Madonna "parece inexpressiva e antinatural, tornando-se difícil de vê-la apesar de seu evidente esforço". Apesar das críticas, Juan Sanguino, da Vanity Fair, destacou que sua filmografia é um "caso único" em Hollywood. Embora seu legado no cinema seja considerado "horrível", é "um exemplo claro de como uma estrela pode usar os filmes para moldar a imagem que deseja projetar".

## Filmes

### Longas-metragens
| Título                                 | Ano  | Crédito(s) | Crédito(s) | Crédito(s) | Crédito(s) | Personagem         | Notas                              | Ref.          |
| Título                                 | Ano  | Atriz      | Direção    | Produção   | Roteiro    | Personagem         | Notas                              | Ref.          |
| -------------------------------------- | ---- | ---------- | ---------- | ---------- | ---------- | ------------------ | ---------------------------------- | ------------- |
| Vision Quest                           | 1985 | Sim        | Não        | Não        | Não        | —                  | Participação especial              | [ 3 ] [ 45 ]  |
| Desperately Seeking Susan              | 1985 | Sim        | Não        | Não        | Não        | Susan Thomas       |                                    | [ 4 ] [ 5 ]   |
| A Certain Sacrifice                    | 1985 | Sim        | Não        | Não        | Não        | Bruna              |                                    | [ 1 ]         |
| Shanghai Surprise                      | 1986 | Sim        | Não        | Não        | Não        | Gloria Tatlock     |                                    | [ 46 ] [ 47 ] |
| Who's That Girl                        | 1987 | Sim        | Não        | Não        | Não        | Nikki Finn         |                                    | [ 7 ] [ 48 ]  |
| Bloodhounds of Broadway                | 1989 | Sim        | Não        | Não        | Não        | Hortense Hathaway  |                                    | [ 8 ] [ 49 ]  |
| Dick Tracy                             | 1990 | Sim        | Não        | Não        | Não        | Breathless Mahoney |                                    | [ 14 ] [ 50 ] |
| Madonna: Truth or Dare ‡               | 1991 | Não        | Não        | Exec.      | Não        | —                  | Aparição                           | [ 51 ] [ 52 ] |
| Shadows and Fog                        | 1991 | Sim        | Não        | Não        | Não        | Marie              | Participação especial              | [ 17 ] [ 53 ] |
| A League of Their Own                  | 1992 | Sim        | Não        | Não        | Não        | Mae Mordabito      |                                    | [ 18 ] [ 54 ] |
| Body of Evidence                       | 1993 | Sim        | Não        | Não        | Não        | Rebecca Carlson    |                                    | [ 19 ] [ 21 ] |
| Dangerous Game                         | 1993 | Sim        | Não        | Não        | Não        | Sarah Jennings     |                                    | [ 20 ] [ 22 ] |
| Blue in the Face                       | 1995 | Sim        | Não        | Não        | Não        | —                  | Participação especial              | [ 55 ] [ 56 ] |
| Four Rooms                             | 1995 | Sim        | Não        | Não        | Não        | Elspeth            | Segmento: "The Missing Ingredient" | [ 57 ] [ 58 ] |
| Girl 6                                 | 1996 | Sim        | Não        | Não        | Não        | —                  | Participação especial              | [ 59 ] [ 60 ] |
| Evita                                  | 1996 | Sim        | Não        | Não        | Não        | Eva Perón          |                                    | [ 61 ] [ 62 ] |
| The Next Best Thing                    | 2000 | Sim        | Não        | Não        | Não        | Abbie Reynolds     |                                    | [ 26 ] [ 63 ] |
| Swept Away                             | 2002 | Sim        | Não        | Não        | Não        | Amber Leighton     |                                    | [ 29 ] [ 64 ] |
| Die Another Day                        | 2002 | Sim        | Não        | Não        | Não        | Verity             | Participação especial              | [ 33 ] [ 65 ] |
| Agent Cody Banks                       | 2003 | Não        | Não        | Exec.      | Não        | —                  |                                    | [ 66 ]        |
| Agent Cody Banks 2: Destination London | 2004 | Não        | Não        | Exec.      | Não        | —                  |                                    | [ 67 ]        |
| 30 Days Until I'm Famous               | 2004 | Não        | Não        | Exec.      | Não        | —                  | Telefilme                          | [ 68 ]        |
| I'm Going to Tell You a Secret ‡       | 2005 | Não        | Não        | Exec.      | Não        | —                  | Aparição                           | [ 69 ]        |
| Arthur et les Minimoys                 | 2006 | Sim        | Não        | Não        | Não        | Princesa Selénia   | Dublagem                           | [ 35 ] [ 70 ] |
| Filth and Wisdom                       | 2008 | Não        | Sim        | Exec.      | Sim        | —                  |                                    | [ 36 ] [ 71 ] |
| I Am Because We Are ‡                  | 2008 | Não        | Não        | Sim        | Sim        | —                  | Aparição · narração                | [ 37 ]        |
| Alyx                                   | 2008 | Não        | Não        | Exec.      | Não        | —                  | Telefilme                          | [ 72 ]        |
| W.E.                                   | 2011 | Não        | Sim        | Sim        | Sim        | —                  |                                    | [ 39 ] [ 41 ] |
| Madame X ‡                             | 2021 | Não        | Não        | Sim        | Sim        | —                  | Aparição                           | [ 73 ]        |
| Who's That Girl                        | ASA  | Não        | Sim        | Não        | Sim        | —                  | Em desenvolvimento                 | [ 74 ]        |
| "‡" denota documentário.               |      |            |            |            |            |                    |                                    |               |

### Curtas-metragens
| Título                                 | Ano  | Personagem | Mídia        | Notas                         | Ref.   |
| -------------------------------------- | ---- | ---------- | ------------ | ----------------------------- | ------ |
| The Making of Sex                      | 1992 | —          | VHS          | Aparição · produção executiva | [ 75 ] |
| The Hire: Star                         | 2001 | Superstar  | Internet     |                               | [ 28 ] |
| Confessions on a Promo Tour            | 2005 | —          | AOL          | Aparição                      | [ 76 ] |
| Confessions Tour: Behind the Scenes    | 2006 | —          | DVD          | Aparição                      | [ 77 ] |
| Sticky & Sweet Tour: Behind the Scenes | 2010 | —          | DVD          | Aparição                      | [ 78 ] |
| Inside the DNA of MDNA                 | 2012 | —          | YouTube      | Aparição                      | [ 79 ] |
| secretprojectrevolution                | 2013 | Desc.      | BitTorrent   | Direção · produção · roteiro  | [ 42 ] |
| Qandeel Baloch: A Very Short Story     | 2016 | —          | YouTube      | Narração                      | [ 80 ] |
| Her-Story                              | 2017 | Desc.      | Internet     |                               | [ 81 ] |
| World of Madame X                      | 2019 | —          | Amazon Prime | Aparição                      | [ 82 ] |
| The Enlightenment                      | 2023 | Desc.      | YouTube      |                               | [ 83 ] |

## Peças teatrais
| Título            | Ano  | Personagem | Dramaturgo       | Teatro                 | Local                       | Ref.   |
| ----------------- | ---- | ---------- | ---------------- | ---------------------- | --------------------------- | ------ |
| Goose and Tom-Tom | 1986 | Lorraine   | David Rabe       | Lincoln Center Theater | Nova Iorque, Estados Unidos | [ 10 ] |
| Speed-the-Plow    | 1988 | Karen      | David Mamet      | Royale Theatre         | Nova Iorque, Estados Unidos | [ 11 ] |
| Up for Grabs      | 2002 | Loren      | David Williamson | Wyndham's Theatre      | Londres, Reino Unido        | [ 32 ] |

## Televisão
| Título                       | Ano  | Personagem     | Episódio                                      | Rede         | Notas                                              | Ref.   |
| ---------------------------- | ---- | -------------- | --------------------------------------------- | ------------ | -------------------------------------------------- | ------ |
| Saturday Night Live          | 1985 | —              | "Madonna/Simple Minds"                        | NBC          | Anfitriã                                           | [ 84 ] |
| Saturday Night Live          | 1986 | —              | "Sigourney Weaver/Buster Poindexter"          | NBC          | Convidada                                          | [ 85 ] |
| Saturday Night Live          | 1991 | —              | "Delta Burke/Chris Isaak"                     | NBC          | Convidada (no segmento "Wayne's World")            | [ 86 ] |
| Saturday Night Live          | 1992 | Liz Rosenberg  | "Roseanne & Tom Arnold/Red Hot Chili Peppers" | NBC          | Segmento: "Coffee Talk"                            | [ 87 ] |
| Saturday Night Live          | 1993 | Marilyn Monroe | "Harvey Keitel/Madonna"                       | NBC          | Também anfitriã                                    | [ 88 ] |
| Will & Grace                 | 2003 | Liz            | "Dolls and Dolls"                             | NBC          | Participação especial                              | [ 34 ] |
| Saturday Night Live          | 2009 | —              | "Ryan Reynolds/Lady Gaga"                     | NBC          | Convidada (no segmento "Deep House Dish")          | [ 89 ] |
| Saturday Night Live          | 2013 | —              | "Jimmy Fallon/Justin Timberlake"              | NBC          | Convidada (no segmento "The Barry Gibb Talk Show") | [ 90 ] |
| Lil Nas X: Long Live Montero | 2023 | —              | —                                             | Max          | Participação especial                              | [ 91 ] |
| Gordon Ramsay's Food Stars   | 2024 | —              | —                                             | Nine Network | Participação especial (voz no telefone)            | [ 92 ] |

## Comerciais
| Empresa                  | Ano(s)    | Publicidade                   | Título                         | Canção(ões) tema                                                     | Região         | Ref.    |
| ------------------------ | --------- | ----------------------------- | ------------------------------ | -------------------------------------------------------------------- | -------------- | ------- |
| Mitsubishi               | 1986–1987 | Sistemas Hi-Fi/VHS            | —                              | "True Blue" · "La Isla Bonita" · "Causing a Commotion" · "Spotlight" | Japão          | [ 9 ]   |
| Pepsi-Cola               | 1989      | Refrigerantes                 | "Make a Wish"                  | "Like a Prayer"                                                      | Internacional  | [ 93 ]  |
| Rock the Vote            | 1990      | Eleições nos Estados Unidos   | —                              | "Vogue"                                                              | Estados Unidos | [ 94 ]  |
| Takara Shuzo             | 1995      | Bebidas destiladas            | —                              | "Broken"                                                             | Japão          | [ 95 ]  |
| Max Factor               | 1999      | Cosméticos                    | "Max Factor Gold"              | "Ray of Light"                                                       | Internacional  | [ 96 ]  |
| BMW                      | 2001      | Automóveis                    | "Star"                         | "Song 2", por Blur                                                   | Internacional  | [ 28 ]  |
| Gap                      | 2003      | Roupas                        | "A New Groove, A New Jean"     | "Into the Hollywood Groove"                                          | Internacional  | [ 97 ]  |
| Estée Lauder             | 2003      | Fragrâncias                   | "Beyond Paradise"              | "Love Profusion"                                                     | Internacional  | [ 98 ]  |
| Radio ZET                | 2004      | Estação radiofônica           | —                              | "Music"                                                              | Polônia        | [ 99 ]  |
| Motorola                 | 2005      | Motorola ROKR E1 com iTunes   | "Phone Booth"                  | "Hung Up"                                                            | Internacional  | [ 100 ] |
| H&M                      | 2007      | Linha de roupas               | "M by Madonna"                 | "Purdy", por William Orbit                                           | Internacional  | [ 101 ] |
| Brillia Mare Ariake      | 2007      | Condomínio de apartamentos    | —                              | —                                                                    | Japão          | [ 102 ] |
| Seda                     | 2008      | Xampus                        | "Life Can't Wait"              | "Ray of Light" · "4 Minutes"                                         | Internacional  | [ 103 ] |
| Dolce & Gabbana          | 2010      | Óculos de sol MDG             | —                              | "Revolver"                                                           | Internet       | [ 104 ] |
| Truth or Dare by Madonna | 2012      | Fragrâncias                   | —                              | "Girl Gone Wild"                                                     | Internacional  | [ 105 ] |
| MDNA Skin                | 2014      | Produtos de cuidado para pele | "Madonna Introduces MDNA Skin" | —                                                                    | Estados Unidos | [ 106 ] |
| Itaú Unibanco            | 2023–2024 | 100 anos do Itaú              | "Feito de Futuro"              | —                                                                    | Brasil         | [ 107 ] |